# 隨想曲

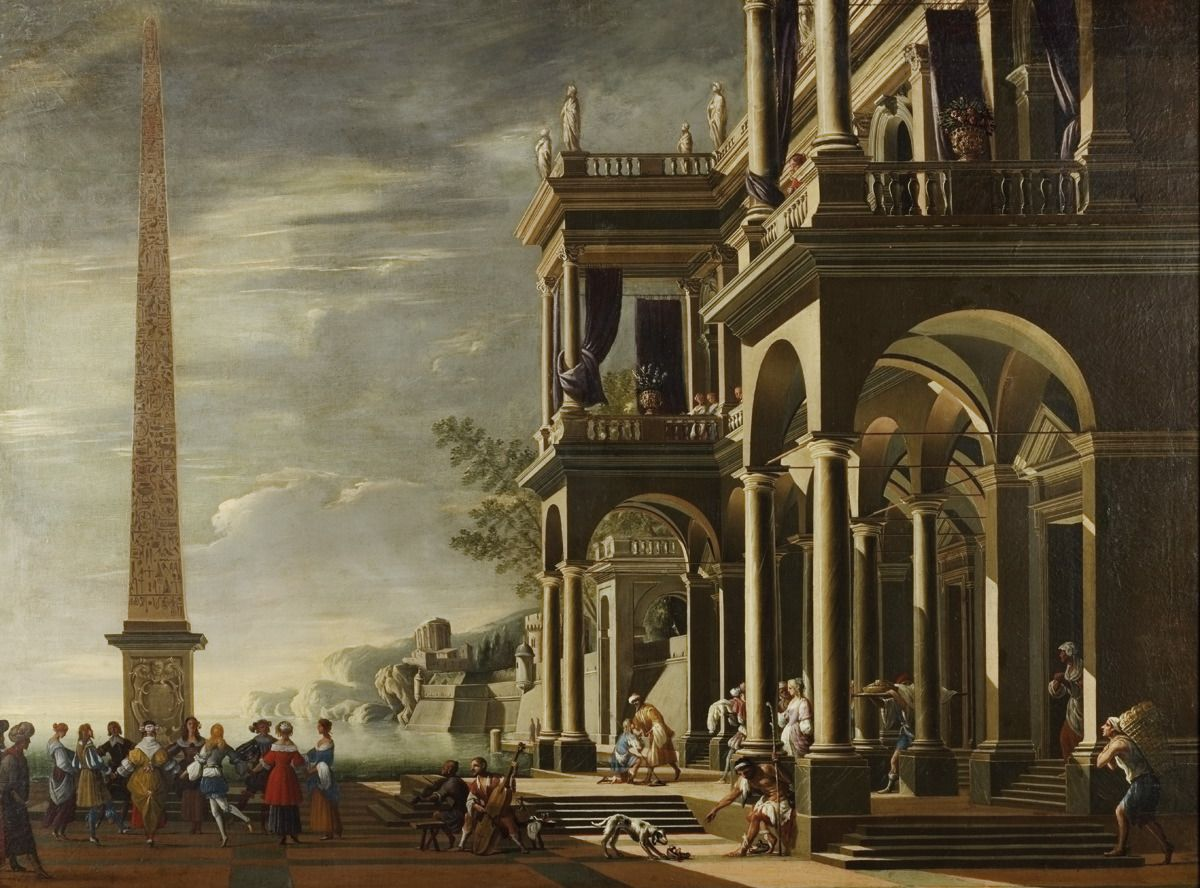
由亚历山德罗·萨鲁奇所著的《隨想曲》

隨想曲（或綺想曲、奇想曲；英語：capriccio 或 caprice）是一種曲式自由及曲風活潑的樂曲形式。此曲式通常是快速、緊湊及炫技的。
它最早於1561年被Jacquet de Berchem用於一組牧歌（一種流行於16、17世紀的合唱曲）上，到了16世紀末這名稱除了聲樂亦可用於器樂，尤其是鍵盤樂器作品。

## 例子
- 尼古拉·里姆斯基-科薩科夫：西班牙隨想曲
- 尼古洛·帕格尼尼：24首小提琴獨奏隨想曲
- 伊戈尔·斯特拉文斯基：鋼琴與管弦樂隨想曲
- 约翰内斯·勃拉姆斯：Op. 76 及 Op. 116